# Seinäjokita
La seinäjokita és un mineral de la classe dels sulfurs. Rep el nom de la localitat de Seinäjoki, a Finlàndia, on es troba la seva localitat tipus.

## Característiques
La seinäjokita és un antimonur de fórmula química (Fe,Ni)(Sb,As)₂. Es tracta d'una espècie aprovada per l'Associació Mineralògica Internacional el 1976, i publicada per primera vegada el mateix any. Cristal·litza en el sistema ortoròmbic. La seva duresa a l'escala de Mohs és 5.
Segons la classificació de Nickel-Strunz, la seinäjokita pertany a «02.EA: Sulfurs metàl·lics, M:S = 1:2, amb Fe, Co, Ni, PGE, etc.» juntament amb els següents minerals: aurostibita, bambollaïta, cattierita, erlichmanita, fukuchilita, geversita, hauerita, insizwaïta, krutaïta, laurita, penroseïta, pirita, sperrylita, trogtalita, vaesita, villamaninita, dzharkenita, gaotaiïta, al·loclasita, costibita, ferroselita, frohbergita, glaucodot, kullerudita, marcassita, mattagamita, paracostibita, pararammelsbergita, oenita, anduoïta, clinosafflorita, löllingita, nisbita, omeiïta, paxita, rammelsbergita, safflorita, arsenopirita, gudmundita, osarsita, ruarsita, cobaltita, gersdorffita, hol·lingworthita, irarsita, jol·liffeïta, krutovita, maslovita, michenerita, padmaïta, platarsita, testibiopal·ladita, tolovkita, ullmannita, wil·lyamita, changchengita, mayingita, hollingsworthita, kalungaïta, milotaïta, urvantsevita i reniïta.

## Formació i jaciments
Va ser descoberta a la pedrera Routakallio, situada a la localitat de Seinäjoki, a Ostrobòtnia del Sud (Finlàndia). També ha estat descrita al Complex intrusiu d'Ilímaussaq, a Groenlàndia, i al dipòsit d'or de Zolotaya Gora, a Karabash (Rússia). Aquests tres indrets són els únics de tot el planeta on ha estat descrita aquesta espècie mineral.